# Ed, Edd n Eddy: Jawbreakers!
Ed, Edd n Eddy: Jawbreakers! è un videogioco della Warner Bros. Interactive Entertainment e Cartoon Network Interactive, il primo basato sulla serie animata Ed, Edd & Eddy. È stato pubblicato il 25 marzo 2003.

## Modalità di gioco
I giocatori controllano gli Ed, i personaggi titolari della serie, per raccogliere i biglietti della lotteria per la competizione in un concorso per vincere una scorta a vita di Spaccamascelle. Ed, Edd (chiamato DoppiaD) e Eddy usano mezzi ingegnosi per guadagnare denaro, tipo: risolvere enigmi fisici, interagire con i bambini del vicinato e trovare chicche nascoste in 29 livelli. Ed può dare una testata; DoppiaD può usare una fionda e una chiave inglese per attivare interruttori sensibili al contesto, mentre Eddy può usare la ruota ipnotizzante e il jetpack. I giocatori controllano un Ed alla volta, ognuno con la propria forza e debolezza uniche, e possono scorrere dinamicamente i tre personaggi principali. Alcuni livelli presentano filmati all'inizio e alla conclusione.